# Sudamericano de Rugby M21 2007
El Sudamericano de Rugby M21 de 2007 fue la décima y última edición del torneo para menores de 21 años que organizaba la Confederación Sudamericana de Rugby. Originalmente se iba a disputar en Asunción pero la Unión de Rugby del Paraguay declinó organizarlo y la responsabilidad la aceptó la Unión de Rugby de Misiones (URUMI). Se hizo el lanzamiento el 2 de julio en la sede de la unión organizadora y las tres fechas del cuadrangular fueron el 8, 11 y 14 de julio en Posadas, Argentina.

## Equipos participantes
- Selección juvenil de rugby de Argentina (Pumas M21)
- Selección juvenil de rugby de Chile (Cóndores M21)
- Selección juvenil de rugby de Paraguay (Yacarés M21)
- Selección juvenil de rugby de Uruguay (Teros M21)

## Posiciones
| Pos. | Equipo    | Encuentros | Encuentros | Encuentros | Encuentros | Tantos  | Tantos    | Tantos     | Puntos |
| Pos. | Equipo    | jugados    | ganados    | empatados  | perdidos   | a favor | en contra | diferencia | Puntos |
| ---- | --------- | ---------- | ---------- | ---------- | ---------- | ------- | --------- | ---------- | ------ |
| 1    | Argentina | 3          | 3          | 0          | 0          | 306     | 19        | + 287      | 9      |
| 2    | Uruguay   | 3          | 2          | 0          | 1          | 92      | 89        | + 3        | 6      |
| 3    | Chile     | 3          | 1          | 0          | 2          | 21      | 137       | - 116      | 3      |
| 4    | Paraguay  | 3          | 0          | 0          | 3          | 25      | 199       | - 174      | 0      |

Nota: Se otorgan 3 puntos al equipo que gane un partido, 1 al que empate y 0 al que pierda

## Resultados

### Primera fecha
| 8 de julio 14:30 | Argentina | 77 - 8  | Uruguay | cancha del Centro de Cazadores, Posadas, Argentina |  |
|                  |           | Reporte |         |                                                    |  |

| 8 de julio 16:30 | Chile | 16 - 7 | Paraguay | cancha del Centro de Cazadores, Posadas, Argentina |  |

### Segunda fecha
| 11 de julio 14:30 | Paraguay | 6 - 144 | Argentina | cancha del Centro de Cazadores, Posadas, Argentina |  |
|                   |          | Reporte |           |                                                    |  |

| 11 de julio 16:30 | Uruguay | 45 - 0  | Chile | cancha del Centro de Cazadores, Posadas, Argentina |  |
|                   |         | Reporte |       |                                                    |  |

### Tercera fecha
| 14 de julio 14:30 | Uruguay | 39 - 12 | Paraguay | cancha del Centro de Cazadores, Posadas, Argentina |  |
|                   |         | Reporte |          |                                                    |  |

| 14 de julio 16:30 | Argentina | 85 - 5  | Chile | cancha del Centro de Cazadores, Posadas, Argentina |  |
|                   |           | Reporte |       |                                                    |  |

| Bandera de Argentina |
| Campeón Argentina    |
| Décimo título        |